# Svenska Företagsläkarföreningen
Svenska Företagsläkarföreningen är en yrkesförening för de läkare som arbetar inom företagshälsovård eller arbets- och miljömedicin. Medlemmarna måste vara medlemmar i Sveriges läkarförbund. 